# 47 mm armata przeciwpancerna wz. 39
Armata przeciwpancerna kal. 47 mm wz. 39 – polski prototyp armaty przeciwpancernej kalibru 47 mm, opracowywany w latach 1938–1939.

## Historia
Przed wybuchem II wojny światowej głównym uzbrojeniem przeciwpancernym Wojska Polskiego była 37 mm armata przeciwpancerna Bofors, produkowana w Polsce na licencji. Coraz większa grubość pancerzy czołgów zmusiła konstruktorów do opracowania nowej broni p-panc.
W roku 1938 zamówiono w Towarzystwie Starachowickich Zakładów Górniczych lufę, a w Zakładach Amunicyjnych Pocisk amunicję.
Próby rozpoczęły się w kwietniu roku 1939. Polegały one na strzelaniach z opracowanej lufy, wmontowanej w armatę 75 mm wz. 1897. Testom poddano cztery typy pocisków. Odrzucone pociski miały przebijalność pancerza 50 mm przy kącie uderzenia 90° z odległości 1150 m. Pozostałe pociski miały od nich lepsze parametry, lecz nie ma dokładnych danych na ten temat.
Dla armat opracowano dwa rodzaje lawet. Pierwszą z oporopowrotnikiem nad lufą, drugą z odchylanymi w bok kołami, zapewniającymi dodatkową ochronę. Oba warianty lawet były przystosowane do holowania z prędkością 40 km/h przez ciągnik artyleryjski.

## Planowane użycie
Produkcja seryjna miała się rozpocząć w 1940 roku. W skład dywizji piechoty miały wejść 12 działowe kompanie p-panc oraz pluton w dywizyjnym oddziale rozpoznawczym. Brygady kawalerii miały otrzymać zmotoryzowany pluton dział. Armata miała być wyłącznym uzbrojeniem p-panc brygad pancerno-motorowych.
W armatę tę miał być uzbrojony projektowany w tym okresie czołg 14TP.